# Solon Borland

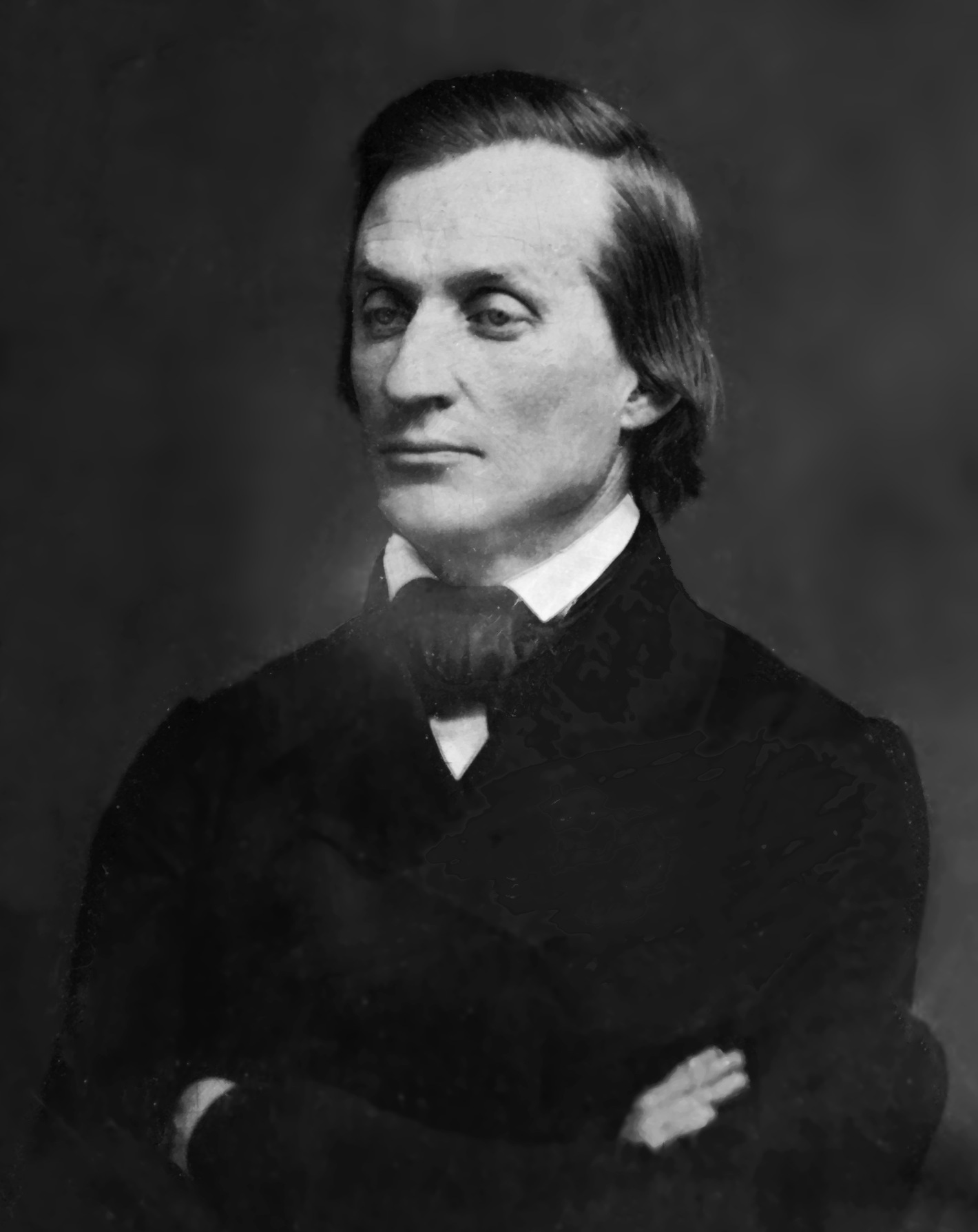
Solon Borland

Solon Borland, född 1808 i Nansemond County (numera Suffolk), Virginia, död 1 januari 1864 i Harris County, Texas, var en amerikansk demokratisk politiker och diplomat. Han representerade delstaten Arkansas i USA:s senat 30 mars 1848 – 11 april 1853.
Borland studerade medicin. Han gifte sig 1831 med Hildah Wright. Paret fick två söner. Första hustrun dog 1837. Borland gifte 1839 om sig med Eliza Buck Hart. Hon dog 1842. Han gifte sig sedan 1845 med Mary Isabel Melbourne. Paret fick tre barn.
Borland deltog som major i mexikanska kriget under Archibald Yells kommando. Senator Ambrose H. Sevier avgick 1848 och efterträddes av Borland. Det hettade till sig 1850 under en debatt om Sydstaternas rättigheter och Borland slogs med sin kollega Henry S. Foote. Borland var som slaveriförespråkare en hård motståndare till abolitionismen. Han var inte särskilt populär i Arkansas. Han avgick 1853 från senaten och tjänstgjorde 1853-1854 som USA:s minister i Nicaragua. Borland yttrade i ett offentligt tal i Nicaragua sin önskan om att Nicaragua skulle gå med i USA. Han företrädde inte den officiella linjen av USA:s regering i sitt tal och tillrättavisades av utrikesministern William L. Marcy.
Under amerikanska inbördeskriget befordrades Borland till överste i Amerikas konfedererade staters armé. Hans hälsa försämrades och han lämnade 1862 den aktiva militärtjänsten. Sonen George Godwin Borland stupade i inbördeskriget.
Borlands grav finns på Mount Holly Cemetery i Little Rock. Den ursprungliga gravplatsen var på City Cemetery i Houston.